# Сугайник угорський
Сугайник угорський (Doronicum hungaricum) — вид рослин з родини айстрових (Asteraceae), поширений у центральній і південній Європі.

## Опис
Багаторічна рослина 40–80 см. Рослина залозисто шерстисто запушенна. Кореневище бульбоподібне. Все прикореневі й нижні стеблові листки довгасті, виїмчасто-дрібнозубчасті; інші — стеблоохопні, ланцетні, при основі зубчасті; верхні — тонко загострені. Кошики до 15 мм в діаметрі. Язичкові квітки яскраво-жовті, серединні — жовті. Сім'янки різні, крайові — без хохолков, серединні — з чубчиками з білих зазубрених волосків, до 3.5 см в діаметрі.

## Поширення
Поширений у центральній і південній Європі.
В Україні вид зростає в лісах і на галявинах — у Закарпатті, Правобережному Лісостепу і Лівобережному злаковому степу, дуже рідко; охороняється.